# Argeș (distrikt)
Argeș er et distrikt i Muntenien i Rumænien med 652.625 (2002) indbyggere. Hovedstad er byen Pitești.

## Byer
- Pitești
- Câmpulung
- Curtea de Argeș
- Mioveni
- Costești
- Topoloveni
- Ştefănești

## Kommuner
| - Albeștii de Argeș - Albeștii de Muscel - Albota - Aninoasa - Arefu - Băbana - Băiculești - Bălilești - Bârla - Bascov - Beleţi-Negrești - Berevoești - Bogaţi - Boteni - Boţești - Bradu - Brăduleţ - Budeasa - Bughea de Jos | - Buzoești - Căldăraru - Călinești - Căteasca - Cepari - Cetăţeni - Cicănești - Ciofrângeni - Ciomăgești - Cocu - Corbeni - Corbi - Coșești - Cotmeana - Cuca - Dâmbovicioara - Dârmanești - Davidești - Dobrești | - Domnești - Drăganu - Dragoslavele - Godeni - Hârsești - Hârtiești - Izvoru - Leordeni - Lerești - Lunca Corbului - Mălureni - Mărăcineni - Merișani - Micești - Mihaești - Mioarele - Miroși - Morărești - Moșoaia | - Mozăceni - Mușătești - Negrași - Nucșoara - Oarja - Pietroșani - Poiana Lacului - Poienarii de Argeș - Poienarii de Muscel - Popești - Priboieni - Rătești - Recea - Rociu - Rucăr - Sălătrucu - Schitu Golești - Slobozia - Stâlpeni | - Ştefan cel Mare - Stoenești - Stolnici - Şuici - Suseni - Teiu - Tigveni - Ţiţești - Uda - Ungheni - Valea Danului - Valea Iașului - Valea Mare-Pravăţ - Vedea - Vlădești |